# Византијска базилика Неродимље
Византијска базилика налази се на гробљу између Горњег и Доњег Неродимља, по којима је и добила име, десетак метара северно од цркве Св. Николе, у општини Урошевац.
Све до археолошких истраживања 1988. претпостављало се да су ту остаци двора краља Милутина, тако да је споменик заштићен под тим именом. Ископавањима су откривени делови монументалне грађевине из 6. века, чији је под украшен мозаиком, а зидови живописом. У средини највеће просторије је постављен округли базен у оси улаза и степеништа које води на ходник. Мозаик је покривао цео под, спољну и горњу површину базена и цело степениште. Дуж ивице пода приказане су птице и флорални мотиви, а највећи део површине је геометријски орнаментисан. На западном делу пода изведена је аркада са ликовима седам грчких мудраца чија су имена и мисли по којима су били познати исписани латинским језиком. Мозаик је урађен разнобојним коцкицама мермера и лапорца, а лица мудраца стакленом пастом. Грађевина је подигнута у касноантичком периоду, док је мозаични под изведен у Јустинијаново време.
Због свог репрезентативног изгледа коришћена је и у наредним епохама, стога није искључено да је овде могао бити дворац српских владара у 14. веку. Поједини зидови дограђени су у 17. веку, а укопи гробова из 19. века су последњи период коришћења овог простора. Мозаични под је пренет у Музеј Косова у Приштини, где је конзервиран.
Према доступним историјским изворима у Неродимљу, тадашњем Породимљу је 1330 године је написана Дечанска хрисовуља, оснивачка повеља манастира Дечани.